# Minthostachys verticillata
La peperina o menta peperina  (Minthostachys verticillata) es una planta aromática silvestre de la familia de las lamiáceas. El nombre común de menta peperina proviene de una infusión (comercialmente aprovechada por empresas argentinas elaboradoras de infusiones) y es sustentado organolépticamente por las características del aceite esencial de algunos de los quimiotipos que la especie presenta, en algunos casos de aroma marcadamente mentolado. En Paraguay y ciertas zonas del Noreste de Argentina (como en Formosa) se confunde, por lo parecido del nombre, a esta planta con la Mentha piperita. 
Estas características provienen de las distintas cantidades de mentona o pulegona (que le da su aroma característico) en el aceite esencial. Existe una enorme variabilidad en las composiciones relativas de estos aceites.

## Descripción
De hoja característica, generalmente redondeada y con textura de felpa («pelusa», aterciopelada); pasto bajo de enramado labertiginoso (se puede definir como un «ovillo de ramitas»); y aroma entre menta, alcanfor y romero, que en conjunto forman un olor fresco. Su sabor es dulzón.
El pH de su esencia oscila entre alcalino y neutro (entre 8 y 9 según humedad y riego), aunque no se responsabiliza a esta cualidad como "alcalinizadora de la acidez del mate".

## Distribución y hábitat
Crece en las sierras de Argentina, popularizada más en las zonas del oeste y noroeste cordobés debido a que es vendida en atados por vendedores ambulantes, y es ampliamente recolectada de sus sitios naturales de crecimiento por pobladores que la venden a acopiadores locales, los que la procesan (deshojado, despalillado y molido) para proveer a empresas productoras de yerba mate compuesta.

### Tricomas
Es una especie aromática nativa que sintetiza y almacena esencia en estructuras especializadas, los tricomas glandulares. Su densidad de tricomas varia con la edad de la hoja y que tanto la densidad como el tamaño de los tricomas tienen relación con el rendimiento de
esencia.

## Sinonimia
- Xenopoma verticillatum Griseb., Abh. Königl. Ges. Wiss. Göttingen 19: 237 (1874).
- Bystropogon kuntzeanum Briq., Bull. Herb. Boissier 4: 800 (1896).
- Minthostachys verticillata var. eupatorioides Epling, Revista Mus. La Plata, Secc. Bot. 2: 134 (1938).[6]

## Estatus de conservación
Se encuentra en situación de vulnerabilidad. Marta Ojeda, profesora adjunta en la cátedra de Genética de la Facultad de Ciencias Agropecuarias de la Universidad Nacional de Córdoba, insiste en que desde 1990 los científicos advirtieron sobre el riesgo para muchas hierbas autóctonas argentinas, cuya recolección en las sierras fue por decenios el principal ingreso de las familias. Ese modelo se modificó porque hoy no se las encuentra fácilmente. Además de la peperina, está en vías de desaparición el tomillo.

"Usar la hierba nativa arrancándola implica, a la larga, perderla -señala Ojeda-. La arrancan de raíz o no la dejan semillar y eso la pone en riesgo. Además se agrega el ganado que la come y los incendios. Los recolectores no invierten, subían a las sierras y sacaban bolsones; cada planta pesa unos 150 g"

Hubo cursos para los recolectores e intentos de organizarlos en redes, pero las experiencias no funcionaron. Ante la caída de la oferta las empresas compradoras empezaron a rechazar las plantas que venían con raíz. Se sumaron inspecciones del Gobierno cordobés que sanciona a quienes admiten esa práctica.
Traslasierra, al oeste de las Sierras Grandes, es la principal productora de menta del país. En localidades como San José, La Paz, Villa Las Rosas y Villa Dolores, se multiplican los cultivadores. Hay pocos con 100 ha, ya que la mayoría trabaja entre cinco y diez hectáreas, y hacen variedad de hierbas para especieras. Otra opción es el orégano, menos elegido este año porque no es rentable.
Desde la Agencia de Extensión Rural de INTA Villa Dolores, Daniel Suárez explica que el sector es muy dinámico. En 2009 una sequía importante implicó la deserción de muchos productores: 

"Frente al agua escasa la prioridad es el consumo humano, el desarrollo urbanístico y la explotación turística. Todo compite con las hierbas".